# Ceho-Slovacia
Ceho-Slovacia (în cehă și slovacă Česko-Slovensko) a fost numele oficial al Cehoslovaciei în anumite perioade ale istoriei:
1. 1918 – 1920 (sau 1923),
2. sfârșitul anului 1938 – 14 martie 1939,
3. aprilie 1990 –31 decembrie 1992 (Divorțul de catifea).

La început, termenul a fost gândit să fie echivalentul numelui "Austro-Ungaria", dar termenul a ieșit rapid din uz, fiind preferat numele mai simplu „Cehoslovacia” (care a fost de altfel numele oficial pentru cea mai mare parte a existenței națiunii).